# Emiliano Zapata, Chilchotla
Emiliano Zapata är en ort i Mexiko.   Den ligger i kommunen Chilchotla och delstaten Puebla, i den sydöstra delen av landet, 200 km öster om huvudstaden Mexico City. Emiliano Zapata ligger 2 619 meter över havet och antalet invånare är 390.
Terrängen runt Emiliano Zapata är huvudsakligen kuperad, men söderut är den bergig. Terrängen runt Emiliano Zapata sluttar österut. Runt Emiliano Zapata är det ganska tätbefolkat, med 65 invånare per kvadratkilometer. Närmaste större samhälle är Rafael J. García, 4,1 km sydost om Emiliano Zapata. I omgivningarna runt Emiliano Zapata växer i huvudsak blandskog.